# Тиня
 Тази статия е за скалата.  За музикалния инструмент вижте Тиня (музикален инструмент).  
Тинята е вид неспоена седиментна скала.
Тя има дребен зърнометричен състав – често с 30 – 50% частици с размер под 0,1 mm – и обикновено се отлага на дъното на водоеми с ниска скорост на движение на водата. В много случаи тинята съдържа значително количество органични материали, в които могат да протичат процеси на гниене, а понякога се използва и като тор. В естественото си състояние на висока влажност тя се намира в течно състояние, а при изсушаване се втвърдява.